# Gornja Gračenica
Gornja Gračenica – wieś w Chorwacji, w żupanii sisacko-moslawińskiej, w gminie Popovača. W 2011 roku liczyła 954 mieszkańców.